# (5784) Yoron
(5784) Yoron – planetoida z grupy pasa głównego asteroid okrążająca Słońce w ciągu 4 lat i 106 dni w średniej odległości 2,64 j.a. Została odkryta 9 lutego 1991 roku w obserwatorium w Yakiimo przez Akirę Natoriego oraz Takeshiego Uratę. Nazwa planetoidy pochodzi od wyspy Yoron, położonej w północnej części Prefektury Okinawa. Nazwa została zaproponowana przez Y. Ueno. Przed nadaniem nazwy planetoida nosiła oznaczenie tymczasowe (5784) 1991 CY.